# 盛松成
盛松成（1956年—），浙江宁波人，汉族，中华人民共和国政治人物、第十一届全国人民代表大会辽宁地区代表。
毕业于上海财经大学经济学系经济学专业。加入中共，担任中国人民银行沈阳分行行长。2008年起担任全国人大代表。
1978年至1982年，在上海财经大学财政金融系学习，获经济学学士学位；1982年至1985年，在同校金融系学习，获经济学硕士学位；1988年至1993年，在同校经济系学习，获经济学博士学位。
1985年7月至1995年12月，在上海财经大学金融系任教，历任讲师、副教授、教授（1994年6月）、博士导师（1994年11月）、金融系副主任（1994年11月）、财政金融学院副院长（1995年5月）。
1996年1月，任中国人民银行上海分行金融研究所副所长（主持工作）、1997年6月（任所长）；1998年11月任中国人民银行上海分行办公室主任；1999年12月任中国人民银行绍兴市中心支行党委书记、行长；2001年12月任中国人民银行上海分行党委委员、副行长；2005年10月至2007年8月任中国人民银行上海总部调查统计研究部主任；
2007年8月至2010年9月，任中国人民银行沈阳分行党委书记、行长、国家外汇管理局辽宁省分局局长，十一届全国人大代表。
2010年8月至2016年10月，任中国人民银行调查统计司司长。
清华大学五道口金融学院博士生导师。中欧国际工商学院经济学与金融学兼职教授、中欧陆家嘴国际金融研究院常务副院长。
2016年8月被聘为中国人民银行参事，聘期两年。聘任前任中国人民银行调查统计司司长，中国金融学会统计专业委员会会长，曾任中国人民银行沈阳分行党委书记、行长。  。

观点

2017年

5月

央行参事盛松成近日称，不主张一次性把汇率放开、汇率完全由市场决定，因为市场可能出现超调，这会伤害经济；他主张应加强预期管理，保持汇率基本稳定。他并认为未来人民币汇率不会大幅贬值，反而可能会升值。
“我不认为汇率会大幅贬值，我反而认为可能会升值。因为目前中国的经济基本面比较好，而且供给侧改革也有成绩，”盛松成称，尽管监管趋严利率上行，但是人民币汇率近期走势平稳。
而且“保汇率”和“保外储”两者并不冲突。他指出，任何东西都是有成本的，外汇储备一点都不降来维持汇率稳定，这是做不到的；如果只想着保储备，而任由汇率下降，很可能储备与汇率都保不住。
“实际上，目前我们是以比较小的成本维持汇率稳定。”他称，“实践已初步证明，最近一两年来，中国汇率调控的总体思路和政策措施是成功的，既维持了汇率的基本稳定，也未使外汇储备过度减少。”
央行12日重启中期借贷便利(MLF)操作，属于正常操作范畴，市场没有必要过度解读；2017年货币政策总体来说是会比较紧的。他称，“货币政策都是走一步看一步的，如果太紧了，总要放一放。”
。

评价

1991年

作为副主编的《货币银行学原理》一书于1991年2月获全国高等院校金融类优秀教材奖、1994年获中国金融教育发展基金会首届院校“金晨”优秀科研成果奖。

1993年

1993年11月获霍英东教育基金会高等院校青年教师科研奖。

1995年

作为第一作者撰写的《现代货币经济学》一书，1992年由中国金融出版社出版，分别于2001年6月和2012年12月再版。该书1995年12月获国家教委首届人文社会科学研究优秀成果奖和第三届全国高校金融类优秀教材奖。

1999年

1999年获国务院政府特殊津贴。

2011年

2011年，盛博士组织研究、编制了社会融资规模指标，“社会融资规模”这一概念已连续5年写进中央经济工作会议文件和总理《政府工作报告》中，成为我国金融宏观调控的主要指标之一。

2013年

2012年12月再版的《现代货币经济学》一书获首届金融图书“金羊奖”。